# Prothese (Sprachwissenschaft)
Eine Prothese (von altgriechisch πρόθεσις próthesis, deutsch ‚Davorsetzung‘) ist in der Phonologie das Anfügen eines zusätzlichen Lautes am Wortanfang. Eine Prothese kann, wie z. B. auch der ähnliche Prozess der Epenthese, zu einem Lautwandel führen.
Beispiele:
- lat. schola „Schule“ > span. escuela
- lat. spiritus „Geist“ > frz. esprit

Prothesen können auch durch falsche Abtrennung an einer Wortgrenze entstehen.
Beispiel:
- Naschmarkt in Wien < Asch(en)markt (vermutlich abgeleitet von Asch „Milcheimer“); etwa in I geh’ auf ’n Aschmarkt einkaufen.[1]

Im Gegensatz dazu ist die Prosthese (von griech. πρόσθεσις, prósthesis „Anfügung“) oder Paragoge (von griech. παραγωγή, paragogé „Herstellung“, „Ableitung“; hier: „Verlängerung“) die Anfügung eines Lautes am Ende eines Wortes.
Beispiele:
- das /o/ in ital. cantano ‚sie singen‘, gegenüber lateinisch cantant > *cantan.
- das /n/ in altgriech. epaídeuen ‚erzog‘ (vor Vokal und am Satzende), gegenüber epaídeue (dasselbe vor Konsonant).